# Ziad Rahbani
Ziad Rahbani (En árabe: زياد الرحباني o Zyad Rahbani, Antelias, Líbano, 1 de enero de 1956-Beirut, 26 de julio de 2025) fue un artista libanés famoso por su música, compositor tanto de melodías como de letras. Se distingue por su cinismo de estilo al tratar los temas de la realidad libanesa, él mismo se considera vanguardista y comunista, amigo de la música y el teatro árabe contemporáneo. También es actor y dramaturgo. Sus padres son Assi Rahbani y Nouhad Haddad, la cantante árabe de renombre mundial más conocida como Fairuz.

## Biografía
Ziad Rahbani nació el 1 de enero de 1956 en la ciudad de Antelias, a pocos kilómetros al norte de Beirut. De familia maronita, es hijo del compositor y músico Assi Rahbani, quien junto con su hermano Mansour Rahbani se hicieron conocidos en el mundo de la música árabe como los Hermanos Rahbani, y su madre es Nouhad Haddad, más conocida como Fairuz, famosa cantante libanésa.
Educado en una escuela jesuita, Rahbani mostró su talento musical siendo muy joven, ayudando y dando su opinión a la edad de seis años a su padre Assi sobre las melodías de sus nuevas canciones. Su primera obra artística conocida fue Sadiqi Allah (Mi amigo Dios), escrito entre 1967 y 1968 durante su adolescencia cuando tenía solo 12 años. En él escribió: “No hay escritores (verdaderos) en la tierra; solo escribimos para registrar nuestra vida cotidiana, y solo nos preocupamos por nuestra tinta (escritos propios) y nos negamos a dársela a otros".

### Carrera profesional
En 1971, a los 15 años, compuso su primera canción, interpretada por la cantante Huda Haddad llamada, Dally Hebbeeni ya Lawzeye ("Este es mi amor, almendra").
En 1973, durante su juventud, apareció por primera vez en el escenario interpretando el papel de un joven policía junto a su madre Fairuz en la obra "Al-Mahatta" (La Estación). Durante los preparativos de esta obra teatral su padre, Assi Rahbani, estuvo internado en grave estado. Mansour Rahbani por la ausencia forzada de su hermano Assi, escribió un poema llamado Saalouni Nass ("La gente me pregunta") el cual fue tomado por el joven Ziad Rahbani quien a sus 17 años compuso su música por primera vez para Fairuz, dando su famoso tema musical homónimo Saalouni Nass, quien logró el instantáneo reconocimiento en el mundo de la música.
Durante 1975, Ziad Rahbani compuso la introducción de una obra de teatro llamada Mays al-Reem, en la que nuevamente interpretó el papel de un policía.
Además de su labor junto a su padre y su madre Fairuz, Ziad también ha compuesto para otros artistas árabes como la cantante tunecina Latifa, Salma Musfi, entre muchos más.

### En teatro
Como dramaturgo, Rahbani escribió "Sahriyah" (Reunión nocturna) en 1973 y compuso la partitura correspondiente. Después de ese trabajo, Rahbani se separó del estilo que más tarde se conoció como la "Escuela Rahbani" y usó el drama como un medio para promover canciones.
Las obras de Ziad Rahbani, "Estamos agradecidos" (1974), "¿Que tal mañana?" (1978), "Larga película americana" (1980), "Fracaso" (1983), "Hablando de dignidad y tercos" (1993) y "Si no hubiera sido por la esperanza" (1994), satirizaron la realidad política y social de la época. 
Rahbani nunca ha ocultado sus afiliaciones políticas siendo un artista "inusual", crítico con sus compañeros que no expresan sus puntos de vista políticos por temor a perder su audiencia.

### Crítica política
Ziad se convertiría en una figura controvertida, tendiendo a retratar personalidades políticas y reflejar la realidad y la vida cotidiana en su trabajo. Era crítico con la política libanésa y se inclinaba abiertamente hacia las causas de aquellos que percibía como oprimidos. Durante su programa de entrevistas políticas, que fue transmitido por la Radio Nacional del Líbano en 1976-1977, un año después del estallido de la guerra civil , Rahbani criticó fuertemente a los políticos derechistas libanéses.
Ziad Rahbani también es periodista. Ha escrito para los diarios "Al-Nida" y "Al-Nahar" , así como para "Al-Akhbar" en donde derramó todas sus críticas a la política libanésa. Ziad, a pesar haber crecido en un área que en el pasado estaba controlada por partidos cristianos de derecha, siempre ha expresado sus ideas de izquierda siendo un activista confeso del Partido Comunista Libanés. En una entrevista con el periodista Ghassan Bin-Jiddu, Rahbani declaró que las masacres y el baño de sangre en el campo de refugiados palestinos "Tall a-Za'tar" por parte de las milicias cristianas de extrema derecha en 1976 fue la razón principal que lo llevó a irse al oeste de Beirut. No obstante, también expresó su apoyo a la resistencia libanésa frente a "la ocupación israelí".

### Muerte
El artista libanés Ziad Rahbani falleció el sábado 26 de julio de 2025, a la edad de 69 años, después de una rica carrera artística durante la cual dejó una profunda huella en la música y el teatro, según la Agencia Nacional de Noticias Libanesa.
El presidente libanés, Joseph Aoun, lamentó la pérdida de Rahbani y declaró: «Ziad Rahbani no fue solo un artista, sino una figura intelectual y cultural integral. Fue una conciencia viva, una voz rebelde contra la injusticia y un reflejo honesto de los que sufren y son marginados». Consideró que «escribió sobre el dolor de la gente y tocó los hilos de la verdad, sin equívocos».

## Discografía

### Como solista
- Belly Dance (1972)
- Bil Afrah (1972)
- Kyrie Eleison (1977)
- Abu Ali (1979) [Simple]
- Ana Mosh Kafer (1985)
- Hodou' Nisbi (1985)
- Bema Enno (1996) [Con Joseph Sakr]
- Monodose (2001) [Con Salma Mosfi]
- Live at Damascus Citadel (2009) [Álbum en vivo]

### Para la cantante Fairuz
- Saalouni El Nas
- Habbaytak Ta Nsit El Nawm
- Sallemli Aali
- Wahdon (1979)
- Maarefti Fik (1987)
- Kifak Inta (1991)
- Ila Assi (1995) [Arreglo sobre las canciones de los Hermanos Rahbani]
- Mich Kayen hayk Tkoun (1999)
- Beiteddine Concert 2000 (2001) [Álbum en vivo]
- Wala Kif (2002)
- Eh, Fi Amal (2010)
- TBA

### En teatro
- Sahriye (1973)
- Nazl el sourour (1974)
- Bennesbeh Labokra Shou? (1978)
- Film Ameriki Taweel (1980)
- Shi Feshil (1983)
- Amrak Seedna (1987) [Composición musical]
- Bikhsous el Karameh wel Shaab el aaneed (1993)
- Lawla Fos'hat el Amal (1994)

Todas las obras también han sido grabadas y lanzadas como discos.